# Édouard Balladur
Édouard Balladur (İzmir, 1929. május 2. –) francia jogász, politikus, az Ötödik Francia Köztársaság 14. miniszterelnöke.

## Családja, tanulmányai
Édesapja az Ottomán Bank (Bank-ı Osmanî-i Şahane) egyik igazgatója volt. A Balladurok gyökerei Nahicsevánba nyúlnak vissza. Az örmény–perzsa származású családot domonkos szerzetesek térítették a római katolikus hitre. A 17. században, amikor a Szafavidák és az Oszmán Birodalom egyaránt igényt tartottak Nahicsevánra, a család a politikai helyzet miatt Törökországba menekült. A nagykereskedő Balladurok üzleti kapcsolatban álltak Európával, elsősorban Marseille várossal, és feleséget Provence-ból hoztak. III. Szelim oszmán szultán 1795-ben a kapitulációra vonatkozó rendeletének köszönhetően a Balladurokat francia alattvalóknak ismerték el, és ez könnyítette meg számukra a francia állampolgárság megszerzését 1926-ban. A család a nagy politikai változások után 1935-ben végleg elhagyta Törökországot és Marseille-ben telepedett le.
Édouard Balladur 1946-ban Párizsban kezdte meg tanulmányait a Politikai Tanulmányok Intézetében, ahol jogász diplomát szerzett. 1955-ben, miután meggyógyult betegségéből, az Államigazgatási Főiskolán tanult.

## Pályafutása
1958-ban a francia államtanácsban kezdte pályáját a közberuházások osztályán. 1964-ben Georges Pompidou miniszterelnök tanácsadója lett szociális ügyekben. 1969-ben, Pompidou elnöksége kezdetén az köztársaság klnöki hivatalának helyettes vezetőjévé, 1973-ban igazgatójává nevezték ki. Pompidou halála után Balladur visszatért az allamtanácshoz. 1977-ben az CGE (Állami Villamosenergiai Társaság) egyik leányvállalatának élére került, 1980-ban egy akkumulátorokat gyártó cég elnök-vezérigazgatója volt.
Az RPR (Tömörülés a Köztársaságért) jobboldali, gaullista párt politikai tanácsának tagjaként közel állt Jacques Chirachoz. 1983-ban ő volt az első gaullista, aki kedvezően foglalt állást a jobb- és baloldal közös kormányzása mellett. Később sikerült meggyőznie az erősen habozó Chiracot is. 1986-ban az elnöki hivatallal együttműködve diplomatikusan kijelölte a jobb- és baloldal együttműködési lehetőségét. 1986-ban Párizs 12. választókerületének képviselőjeként bekerült a főváros képviselő-testületébe. François Mitterrand elnöksége alatt a kormányalakító Chirac hívására kilépett szürke eminenciás szerepéből, államminiszter, nemzetgazdasági és pénzügyminiszter, valamint a privatizációért felelős miniszter lett 1988 májusáig. Továbbra is meggyőződéssel állt ki a békés együttműködés és kormányzás mellett, ami tiszteletben tartja a köztársasági elnök funkcióját. 1992-ben igennel szavazott a maastrichti szerződésre, mert úgy gondolta, hogy a Mitterrand-nal szembeni ellenzékiséget nem szabad összekeverni Franciaország Európa iránti elkötelezettségével.
1993-ban a parlamenti választások a jobboldali koalíció elsöprő győzelmét eredményezték. Mitterrand elnök Balladurt nevezte ki miniszterelnöknek. Viszonylag kis létszámú kormányt alakított, Charles Pasqua került a belügy-, Alain Juppé a külügyminisztérium élére, Nicolas Sarkozy költségvetési miniszter lett a kormány szóvivője. Balladur kijelölte kormánya működésének három alapelvét: a megújulást, a toleranciát és az összefogást. Az ország gazdasági és szociális helyzetét súlyosnak ítélte, mert nőtt a munkanélküliség, és romlott a közbiztonság. A gazdasági növekedés újraindítása lett legfontosabb célkitűzése. Szigorú gazdaságpolitikát hirdetett, csökkenteni akarta az államháztartási hiányt. Az 1993-ban indított nagy államkölcsön felvétel lehetővé tette a költségvetési hiány kezelését. Az 1993 júliusában elindított privatizációs folyamat 21 céget érintett, többek között az Air France-t, a Rhône Poulenc-t, a Renault-t, a Thomsont, a BNP és a Crédit Lyonnais bankokat.
1995-ben indult az elnökválasztáson, az UDF, és az RPR vezetőségéből Nicolas Sarkozy és Charles Pasqua is támogatták. Jacques Chirac ezt a lépését árulásnak vette, mert ő adott lehetőséget Balladurnak, hogy bekerülhessen a kormányba. Bár viszonylagos népszerűségnek örvendett, az első fordulóban, általános meglepetésre, a szavazatoknak csak 18,5%-át kapta. Ekkor habozás nélkül Chiracot támogatta, de ő mellőzte.
2002-ben újra bekerült a főváros képviselő-testületébe. A nemzetgyűlés elnöki posztját is megpályázta, de Jean-Louis Debré több szavazatot kapott. Balladur a nemzetgyűlés külügyi bizottságának élére került. 2008. október 22-én Sarkozy rendelete nyomán megalakult Franciaország közigazgatási egységeinek strukturális reformjával foglalkozó bizottság, s amelynek élére Balladurt nevezték ki.

## Kitüntetései
- A Francia Köztársaság Becsületrendjének főtisztje
- A Francia Köztársaság Nemzeti Érdemrendjének nagykeresztje

## Írásai
- L’Arbre de mai, 1979
- Je crois en l'homme plus qu'en l'État, 1987
- Passion et longueur de temps, 1989
- Douze lettres aux Français trop tranquilles, 1990
- Des Modes et des convictions, 1992
- Dictionnaire de la réforme, 1992
- Deux ans à Matignon, 1995
- Caractère de la France, 1997
- L’Avenir de la différence, 1999
- Renaissance de la droite, 2000
- Les Aventuriers de l'histoire, 2001
- Jeanne d'Arc et la France, le mythe du sauveur, 2003
- La fin de l'illusion jacobine, 2005
- Machiavel en démocratie. Mécanique du pouvoir, 2006 (dans le style de Baltasar Gracián)
- L'Europe autrement, 2006
- Laissons de Gaulle en paix!, 2006
- Pour une union occidentale entre l'Europe et les États-Unis, 2007
- Une Ve République plus démocratique, 2008
- Le Pouvoir ne se partage pas : Conversations avec François Mitterrand, 2009
- La Liberté a-t-elle un avenir ?, 2012

## Kapcsolódó szócikk
- Franciaország miniszterelnökeinek listája